# Praemium Imperiale
Praemium Imperiale (jap. 高松宮殿下記念世界文化賞, Takamacu no mija denka kinen sekai bunka-šó, doslova: Světová kulturní cena na paměť jeho výsosti prince Takamacu) je cena, založená z podnětu japonské císařské rodiny roku 1989. Platí jako „Nobelova cena za umění“ a jako protějšek Nobelovy ceny za literaturu v ostatních oblastech umění. Uděluje se umělcům „za jejich výkony, vliv na mezinárodní umění a za obohacení světového společenství“.
Cenu uděluje každoročně Japan Art Association za celoživotní umělecké dílo v pěti kategoriích: malířství, sochařství, architektura, hudba, film a divadlo. S cenou je spojena peněžní odměna ve výši 15 milionů jenů, tj. asi 2,5 milionu Kč.

## Laureáti
| - 1989: Willem de Kooning a David Hockney - 1990: Antoni Tàpies - 1991: Balthus - 1992: Pierre Soulages - 1993: Jasper Johns - 1994: Zao Wou-ki 趙無極 - 1995: Roberto Matta - 1996: Cy Twombly - 1997: Gerhard Richter - 1998: Robert Rauschenberg - 1999: Anselm Kiefer - 2000: Ellsworth Kelly - 2001: Lee Ufan - 2002: Sigmar Polke - 2003: Bridget Rileyová - 2004: Georg Baselitz - 2005: Robert Ryman - 2006: Jajoi Kusamaová 草間彌生 - 2007: Daniel Buren - 2008: Richard Hamilton - 2009: Hiroši Sugimoto 杉本博司 - 2010: Enrico Castellani - 2011: Bill Viola - 2012: Cai Guoqiang - 2013: Michelangelo Pistoletto - 2014: Martial Raysse - 2015: Tadanori Jokoo - 2016: Cindy Shermanová - 2017: Shirin Neshatová - 2018: Pierre Alechinsky - 2019: William Kentridge - 2020: cena neudělena - 2021: Sebastião Salgado - 2022: Giulio Paolini - 2023: Vija Celmins - 2024: Sophie Calle - 1989: Umberto Mastroianni - 1990: Arnaldo Pomodoro - 1991: Eduardo Chillida - 1992: Anthony Caro - 1993: Max Bill - 1994: Richard Serra - 1995: Christo a Jeanne-Claude - 1996: César Baldaccini - 1997: George Segal - 1998: Dani Karavan - 1999: Louise Bourgeois - 2000: Niki de Saint Phalle - 2001: Marta Pan - 2002: Giuliano Vangi - 2003: Mario Merz - 2004: Bruce Nauman - 2005: Issei Mijake 三宅 一生 - 2006: Christian Boltanski - 2007: Tony Cragg - 2008: Emilia & Ilja Kabakov - 2009: Richard Long - 2010: Rebecca Hornová - 2011: Anish Kapoor - 2012: Cecco Bonanotte - 2013: Antony Gormley - 2014: Giuseppe Penone - 2015: Wolfgang Laib - 2016: Annette Messagerová - 2017: El Anatsui - 2018: Fujiko Nakaya - 2019: Mona Hatoum - 2020: cena neudělena - 2021: James Turrell - 2022: Aj Wej-wej - 2023: Olafur Eliasson - 2024: Doris Salcedo - 1989: Ieoh Ming Pei 貝聿銘, Bèi Yù Míng - 1990: James Stirling - 1991: Gae Aulentiová - 1992: Frank Gehry - 1993: Kenzó Tange 丹下 健三 - 1994: Charles Correa - 1995: Renzo Piano - 1996: Tadao Andó 安藤 忠雄 - 1997: Richard Meier - 1998: Álvaro Siza Vieira - 1999: Fumihiko Maki 槇 文彦 - 2000: Richard Rogers - 2001: Jean Nouvel - 2002: Norman Foster - 2003: Rem Koolhaas (Office for Metropolitan Architecture) - 2004: Oscar Niemeyer - 2005: Jošio Taniguči 谷口吉生 - 2006: Frei Otto - 2007: Herzog & de Meuron - 2008: Peter Zumthor - 2009: Zaha Hadid - 2010: Tojoo Itó 伊東 豊雄 - 2011: Ricardo Legorreta - 2012: Henning Larsen - 2013: David Chipperfield - 2014: Steven Holl - 2015: Dominique Perrault - 2016: Paulo Mendes da Rocha - 2017: Rafael Moneo - 2018: Christian de Portzamparc - 2019: Tod Williams Billie Tsien Architects - 2020: cena neudělena - 2021: Glenn Murcutt - 2022: Kazujo Sedžimaová a Rjúe Nišizawa - 2023: Diébédo Francis Kéré - 2024: Šigeru Ban | - 1989: Pierre Boulez - 1990: Leonard Bernstein - 1991: György Ligeti - 1992: Alfred Schnittke - 1993: Mstislav Rostropovič - 1994: Henri Dutilleux - 1995: Andrew Lloyd Webber - 1996: Luciano Berio - 1997: Ravi Shankar - 1998: Sofia Gubajdulina - 1999: Oscar Peterson - 2000: Hans Werner Henze - 2001: Ornette Coleman - 2002: Dietrich Fischer-Dieskau - 2003: Claudio Abbado - 2004: Krzysztof Penderecki - 2005: Martha Argerichová - 2006: Steve Reich - 2007: Daniel Barenboim - 2008: Zubin Mehta - 2009: Alfred Brendel - 2010: Maurizio Pollini - 2011: Seidži Ozawa - 2012: Philip Glass - 2013: Plácido Domingo - 2014: Arvo Pärt - 2015: Micuko Učidaová - 2016: Gidon Kremer - 2017: Youssou N'Dour - 2018: Riccardo Muti - 2019: Anne-Sophie Mutterová - 2020: cena neudělena - 2021: Yo-Yo Ma - 2022: Krystian Zimerman - 2023: Wynton Marsalis - 2024: Maria João Pires - 1989: Marcel Carné - 1990: Federico Fellini - 1991: Ingmar Bergman - 1992: Akira Kurosawa 黒澤 明 - 1993: Maurice Béjart - 1994: John Gielgud - 1995: Nakamura Utaemon VI. 中村歌右衛門 (6代目) - 1996: Andrzej Wajda - 1997: Peter Brook - 1998: Richard Attenborough - 1999: Pina Bauschová - 2000: Stephen Sondheim - 2001: Arthur Miller - 2002: Jean-Luc Godard - 2003: Ken Loach - 2004: Abbás Kiarostamí - 2005: Merce Cunningham - 2006: Maja Plisecká - 2007: Ellen Stewartová - 2008: Sakata Tódžúró IV. 坂田 藤十郎 (4代目) - 2009: Tom Stoppard - 2010: Sophia Lorenová - 2011: Judi Denchová - 2012: Yoko Morishita - 2013: Francis Ford Coppola - 2014: Athol Fugard - 2015: Sylvie Guillemová - 2016: Martin Scorsese - 2017: Michail Baryšnikov - 2018: Catherine Deneuve - 2019: Tamasaburó Bandó V. - 2020: cena neudělena - 2021: nebyl oceněn nikdo - 2022: Wim Wenders - 2023: Robert Wilson - 2024: Ang Lee |